# منشأة العياري
منشأة العياري إحدى قرى مركز قطور التابع لمحافظة الغربية بجمهورية مصر العربية. تكونت القرية من عزب العياري والدرمللي وبطاح ومجاهد فصلًا عن قرية شبرا نباص.

## السكان
بلغ عدد سكان منشأة العياري 4595 نسمة حسب تقدير عام 2018.
| السنة  | 1976 | 1986 | 1996 | 2006  | 2018 |
| ------ | ---- | ---- | ---- | ----- | ---- |
| القرية | 1843 | 2423 | 3185 | 3,760 | 4595 |